# Chambre régionale de l'économie sociale et solidaire
 (juin 2018).
Si vous disposez d'ouvrages ou d'articles de référence ou si vous connaissez des sites web de qualité traitant du thème abordé ici, merci de compléter l'article en donnant les références utiles à sa vérifiabilité et en les liant à la section « Notes et références ».
Une Chambre régionale de l'économie sociale et solidaire ou Chambres régionales d'économie sociale est une instance régionale représentative de l'économie sociale et solidaire en France.

## Historique
Les Chambres régionales de l'économie sociale et solidaire (CRESS) ne regroupent, jusqu'aux années 1990, que les coopératives, puis les associations et les mutuelles. Plus récemment[Quand ?], l'économie solidaire et les fondations de l'économie sociale ont rejoint les CRESS.
Dans les années 70, il existe des groupements régionaux de la coopération, à l'instar du Groupement national de la coopération, ceux-ci se sont ouverts au mouvement mutualiste en devenant des groupements régionaux de la coopération et de la mutualité (GRCM), puis au mouvement associatif en devenant alors des groupements régionaux de la coopération, de la mutualité et des associations (GRCMA).
En 1993, à l'initiative du GRCMA Poitou-Charentes, l'idée est venue de les appeler Chambres régionales de l'économie sociale (CRES), notamment pour affirmer le rôle irremplaçable de l'économie sociale dans le développement économique et montrer que l'on pouvait entreprendre autrement, au service des hommes et non pour la seule recherche de l'enrichissement personnel.
Quand, dans les années 70-80, est apparu le nouveau concept d'économie solidaire, certaines CRES ont voulu marquer la parenté des deux concepts et la volonté de privilégier l'union en s'appelant CRESS.
Les CRESS, ou CRES selon les régions, sont présentes dans les 13 régions de la France métropolitaine (dont la Corse), ainsi qu'à La Réunion, en Martinique, en Guadeloupe et, depuis 2016, à Mayotte. Elles rassemblent les unions, fédérations et grandes entreprises de l'économie sociale, c'est-à-dire issues des familles coopératives, mutualistes et associatives. Elles sont constituées en association et ne sont donc pas des chambres consulaires, à la différence des chambres de commerce et d'industrie, des chambres de métiers et de l'artisanat ou des chambres d’agriculture.

## Fonctions
Les CRESS ont pour mission de représenter l'économie sociale sur le territoire régional auprès des pouvoirs publics (État et collectivités territoriales), de promouvoir le concept d'économie sociale dans l'opinion publique (médias, Éducation nationale, etc.) et d'en assurer le développement.
Ces missions se placent dans le respect du principe de subsidiarité en laissant aux fédérations adhérentes le rôle premier de soutien et d'assistance des structures locales. Les CRESS ne fédèrent pas de manière directe les structures de base, celles-ci en sont membres par le biais des structures fédératives que se sont données les acteurs de terrain.
S'il existe une CRESS dans chaque région, toutes ont déjà leur histoire en fonction des réalités régionales. Elles ont chacune une équipe permanente de salariés, mais les effectifs varient d'une région à l'autre. De ce fait, les activités et les missions ne connaissent pas le même développement.
Une majorité des CRESS ont accepté de gérer le dispositif 10 b « Appui aux micro-projets associatifs » du Fonds social européen, d'autres assurent la coordination des dispositifs locaux d'accompagnement des structures associatives. Toutes assurent les missions de base de représentation et promotion des structures d'économie sociale.
Les CRESS furent représentées par le Conseil national des chambres régionales de l’économie sociale (CNCRES) qui regroupaient les CRESS au niveau national. Depuis le 29 juin 2020, elles sont représentées par ESS France à la suite de la transformation du CNCRESS,,.

## Activité de lobbying
Pour l'année 2017, le CRESS Bretagne déclare à la Haute Autorité pour la transparence de la vie publique exercer des activités de lobbying en France.